# وارناو
وارناو (به آلمانی: Warnau) یک شهر در آلمان است که در پلون واقع شده‌است. وارناو ۳۷۵ نفر جمعیت دارد.